# Ozero Elozjinskoje
Ozero Elozjinskoje (ryska: Озеро Еложинское) är en sjö i Belarus.   Den ligger i voblasten Mahiljoŭs voblast, i den nordöstra delen av landet, 130 km öster om huvudstaden Minsk. Ozero Elozjinskoje ligger 191 meter över havet. Arean är 0,26 kvadratkilometer. Den sträcker sig 0,9 kilometer i nord-sydlig riktning, och 0,4 kilometer i öst-västlig riktning.
I omgivningarna runt Ozero Elozjinskoje växer i huvudsak blandskog. Runt Ozero Elozjinskoje är det glesbefolkat, med 19 invånare per kvadratkilometer.